# Svaneapoteket (Viborg)
 For alternative betydninger, se Svaneapoteket. (Se også artikler, som begynder med Svaneapoteket)
Svaneapoteket er en bygning placeret på Nytorv 3 lige overfor Amtmandsgården i Viborg. Bygningen har været fredet siden 1919.

## Historie
Jyllands første apotek blev etableret på stedet i 1573, da apoteker Philip Hauichendall den 16. februar 1573 af Kong Frederik II fik en bevilling.
I 1727 blev den nuværende bygning opført som en bindingsværkgård, efter den store bybrand året før. Hele forsiden blev grundmuret i 1846. I kælderen findes resterne af et stenhus fra middelalderen.
Indtil 1993 blev der drevet apotek fra bygningen.
Hele bygningsværket blev i årene 1995-96 ombygget så det kunne rumme lejligheder i de øverste etager, og mere moderne liberalt erhverv i stueetagen. Disse ændringer blev foretaget af arkitektfirmaet Landskab & Rum ved Lars Rohde, ingeniørfirmaet Abrahamsen & Nielsen og entreprenør Kurt Thorsen.